# Iglesia de la Asunción (Cieza)
La iglesia de la Asunción es un templo católico del siglo XVIII en el municipio murciano de Cieza (España). Fue construida sobre una iglesia anterior en un contexto de bonanza en la villa. Aunque presenta una fachada barroca, el interior se aproxima más a la arquitectura herreriana. El 20 de octubre del 2000 fue declarada Bien de interés cultural bajo la identificación RI-51-0006865.

## Historia
La crónicas del año 1579 se menciona que en Cieza solo había una iglesia parroquial, la de Santa María, que pasaría a ser llamada La Asunción desde las reformas y ampliaciones de 1703. En ese momento, el pueblo se encontraba en un momento álgido tras la ayuda que ofrecieron a Felipe V de Borbón durante la guerra de Sucesión (1701-1713). Como muestra de gratitud, el nuevo monarca le concedió varios privilegios beneficiosos, que impulsaron su progreso en el siglo XVIII. A finales del siglo XVII hubo un pleito entre el concejo de Cieza y el cabildo catedralicio de Murcia a causa de los diezmos, que se destinaban a la construcción del templo en oposición de la diócesis.
Un incendio en la segunda mitad del siglo XIX dañó la iglesia, que precisó de una renovación. Así, se levantó un campanario nuevo en 1873, obra del arquitecto José Marín Baldo, de estilo historicista románico. Esta torre aprovechó una base barroca que quedó sin construir.

## Descripción
La iglesia presenta en su exterior una fachada principal barroca; la lateral derecha está dedicada a San Pedro y presenta la fecha de construcción en su parte superior, en tanto que la puerta diestra está consagrada a Santa María. El edificio consta de tres naves, cuyas capillas cuenta con elementos típicos del Renacimiento, por lo que podría considerarse un templo de influencia herreriana, que seguía el llamado estilo «desornamentado» típico de la España de la época. El interior está estructurado con base en arcos y bóvedas, con murales que decoran sus paredes.
De acuerdo a Marín Baldo, en 1873 la torre solo se alzaba hasta los once metros en planta cuadrada. Mencionó que estaba sin terminar, y que estaba cubierta de forma provisional con un tejado para evitar que calara el agua. Siguió los vestigios del campanario inacabado, de forma que elevó una continuación con pares de vanos en cada lago y un tercer cuerpo octogonal, de estilo bizantino, rematado por un techado piramidal.
Aparece descrita en el sexto volumen del Diccionario geográfico-estadístico-histórico de España y sus posesiones de Ultramar de Pascual Madoz con las siguientes palabras:

Hay una iglesia parroquial (Nuestra Señora de la Asuncion), curato de cuarta clase, servida por un ecónomo, que es secular (Creemos que este curato se habrá provisto ya, por haber sido uno de los que se presentaron en lns esposiciones que se han celebrado en Murcia hace unos 4 meses.) Su teniente que es esclaustrado, cuatro seculares, 3 secularizados, 6 esclaustrados, un sacristan y dos monaguillos. El edificio es sólido, de órden compuesto. Su nave está dividida en tres cuerpos por columnas góticas, cuyo basamento es de piedra silleria; tiene de largo 186 palmos castellanos, de ancho por el crucero 91 y de alto 130, su linterna 51: vénse dos capillas laterales, la una mirando al N. que sirvió de parr. por los años 1579, hasta que se hizo la actual por los años de 1703, como lo demuestra la sacristia vieja y descubierto que sirvió para cementerio, se reformó á costa de los labradores, dedicada á San Bartolomé, en 1719; y la otra que está al S., en 1763; hay en ella 12 altares de regular arquitectura y escultura, el mayor dedicado á la espresada Virgen, tiene su tabernáculo de figura ovalada y cuando se descubre se ve la media pechina, con un bonito relieve y una nube de ángeles y rayos en toda su circunferencia. Tres son los ingresos de este templo; al O. por la plaza, llamado Puerta de Sta. Maria; los laterales llamados la del Sol al S., donde estan las armas del cabildo porque contribuyó á su construccion, y la de San Pedro al N., donde se ve el año de su reeedificacion. La torre tiene 4 campanas, 2 de ellas muy buenas, traidas de Oran en 1795.
(Madoz, 1847, p. 392)